# رامبو-ووتیونما

رامبو-ووتیونما شهری در شهرستان کونگوسی در استان بام در بورکینافاسوی شمالی است و جمعیت آن ۱۰۲۵ نفر است.